# Joseph Canal (militaire)
Pour les articles homonymes, voir Joseph Canal et Canal.
Joseph Canal, né le 30 janvier 1937 à Rougegoutte et mort le 15 août 2018 à Giromagny est un général (2S) français.

## Historique
Joseph Canal est né en 1937 dans un petit village du Territoire de Belfort,,. Il passe sa jeunesse dans la  ferme  familiale. Après ses études au lycée de Belfort, il devient élève-officier de réserve à Saint-Maixent en 1957, puis sert 2 ans en Algérie comme chef de section dans un régiment d'infanterie  coloniale,. En 1959, il réussit le concours de Saint-Cyr (Promotion Vercors 1960-1962),,.
Il est d'abord affecté au 8e RPIMa (1963-65), à l' ETAP (1967-70), puis effectue son temps de commandement à la tête de la prestigieuse CPIMa (Eléphants noirs) (1970-71) au Tchad, avec d'excellents résultats à Mouyounga, Bedo et Kouroudi et est cité deux fois et blessé au combat. Ensuite, il part à l'état-major de la 1re brigade parachutiste (1971-73).
Après l'école de Guerre, il sera commandant en second du 2e RPIMa (1981-83),  puis chef de corps du 3e RIMa (1983-85) avec un engagement au Tchad à Moussoro en 1984 et encore une citation,. Ensuite, il assure le commandement de la 31e brigade parachutiste zaïroise (1987-89),,, le commandement de l'opération Requin au Gabon (mai 1990) et enfin le commandement des éléments français d’assistance opérationnelle à Bangui en 1992-1993,,.
Canal obtient le brevet du Centre des hautes études sur l'Afrique et l'Asie moderne en 1980. Il sert à de nombreuses occasions outre-mer : Cameroun (1965-1967), Tchad (1970-1971), Laos (1973-1975), La Réunion (1981-1983), Zaïre (1987-1989) et Centrafrique (1992-1993). 
Canal est nommé général (2S) en 1993. Il termine sa carrière comme Délégué militaire départemental de la Côte-d'Or. 
Il prend sa retraite en 1995 dans son village natal. Il reste encore plusieurs années rédacteur du mensuel Africa international et prononce de nombreuses conférences sur l'Afrique. 
Marié depuis ses années à Coëtquidan, il est père de 3 enfants. Il décède le 15 août 2018 et ses obsèques se déroulent dans l'église de Rougegotte le 21 août suivant.

## Décorations
- Commandeur de la Légion d'honneur
- Commandeur de l'ordre national du Mérite (France)